# Elisabeth Axmann
Elisabeth Axmann (n. 19 iunie 1926, Siret, România – d. 21 aprilie 2015, Köln, Germania) a fost o traducătoare și scriitoare de limba germană, originară dintr-o familie de germani bucovineni din Bucovina, România.

## Biografie
Elisabeth Axmann și-a petrecut copilăria în Bucovina, Moldova și Transilvania, deoarece tatăl ei, Karl Axmann, care era funcționar public, a fost tranferat adesea dintr-o localitate în alta.
În timpul celui de-al Doilea Război Mondial familia sa a răspuns inițiativei Heim ins Reich („Acasa în Reich”) prin care Germania Nazistă „repatria” etnicii germani din Estul Europei, având în vedere că familia sa venise în Bucovina din Sudetenland. După intrarea Armatei Roșii familia a fugit din nou, ajungând la Buziaș, unde au fost prinși din urmă de Armata Roșie. Numai prin mituirea unor responsabili a putut scăpa, în 1945, de Deportarea germanilor din România în Uniunea Sovietică. 

A reușit să dea bacalaureatul în 1946/47 și apoi a început studiile universitare la Cluj, în anul 1947.
În 1954 s-a căsătorit cu Titus Mocanu, purtând de acum numele de  Elisabeth Axmann-Mocanu și s-a mutat la București, unde s-a angajat ca redactor la secția de cultură a ziarului Neuer Weg. În 1970 s-a angajat lector la Editura Kriterion, iar din 1972 a lucrat ca redactor la publicația Neue Literatur. În această perioadă a făcut multe traduceri.
În 1977 a fugit din România și s-a stabilit în Republica Federală Germania (RFG), unde a continuat să scrie.

## Opera

### Scrieri proprii
- Spiegelufer. Gedichte 1968-2004. ISBN 3-89086-678-6
- Wege, Städte. Erinnerungen, 160 pagini, Aachen: Rimbaud Verlagsgeselleschaft, 2005, ISBN 3-89086-627-1[6]
- Fünf Dichter aus der Bukowina (Alfred Margul-Sperber, Rose Ausländer, Moses Rosenkranz, Alfred Kittner, Paul Celan). Aachen: Rimbaud Verlag, 2007. ISBN 978-3-89086-561-4.
- Die Kunststrickerin. Erinnerungssplitter. Aachen: Rimbaud Verlag, 2010. ISBN 978-3-89086-493-8
- Glykon (Gedichte), 62 pagini, Rimbaud Verlag, 2012, ISBN 978-3-89086-447-1

### Traduceri
- Werner Hofmann, Fundamentele artei moderne. O introducere în formele ei simbolice, volumul I, traducere de Elisabeth Axmann-Mocanu și Bucur Stănescu, prefață de Titus Mocanu, București, Editura Meridiane, 1977

### Redactor
- Hochwasser 1970 Berichte, Interviews, Fotos, 91 pagini, Editura Kriterion 1970
- Elisabeth Axmann-Mocanu (Hrg.): Künstler in Hamburg. Christians Verlag Hamburg 1982, ISBN 3-7672-0749-4.